# Tour de la cloche de Xi'an
Pour les articles homonymes, voir tour de la cloche.
La tour de la cloche de Xi'an (en chinois : 西安钟楼), construite en 1384, au début de la dynastie Ming, est un des symboles de la ville de Xi'an et une des plus grandes tours de ce type en Chine. Elle contient de nombreuses cloches en bronze datant de la dynastie Tang. La tour a une base carrée qui couvre une surface d'environ 1 377 m2. Elle est constituée de briques et de bois et approche les 40 mètres de haut.

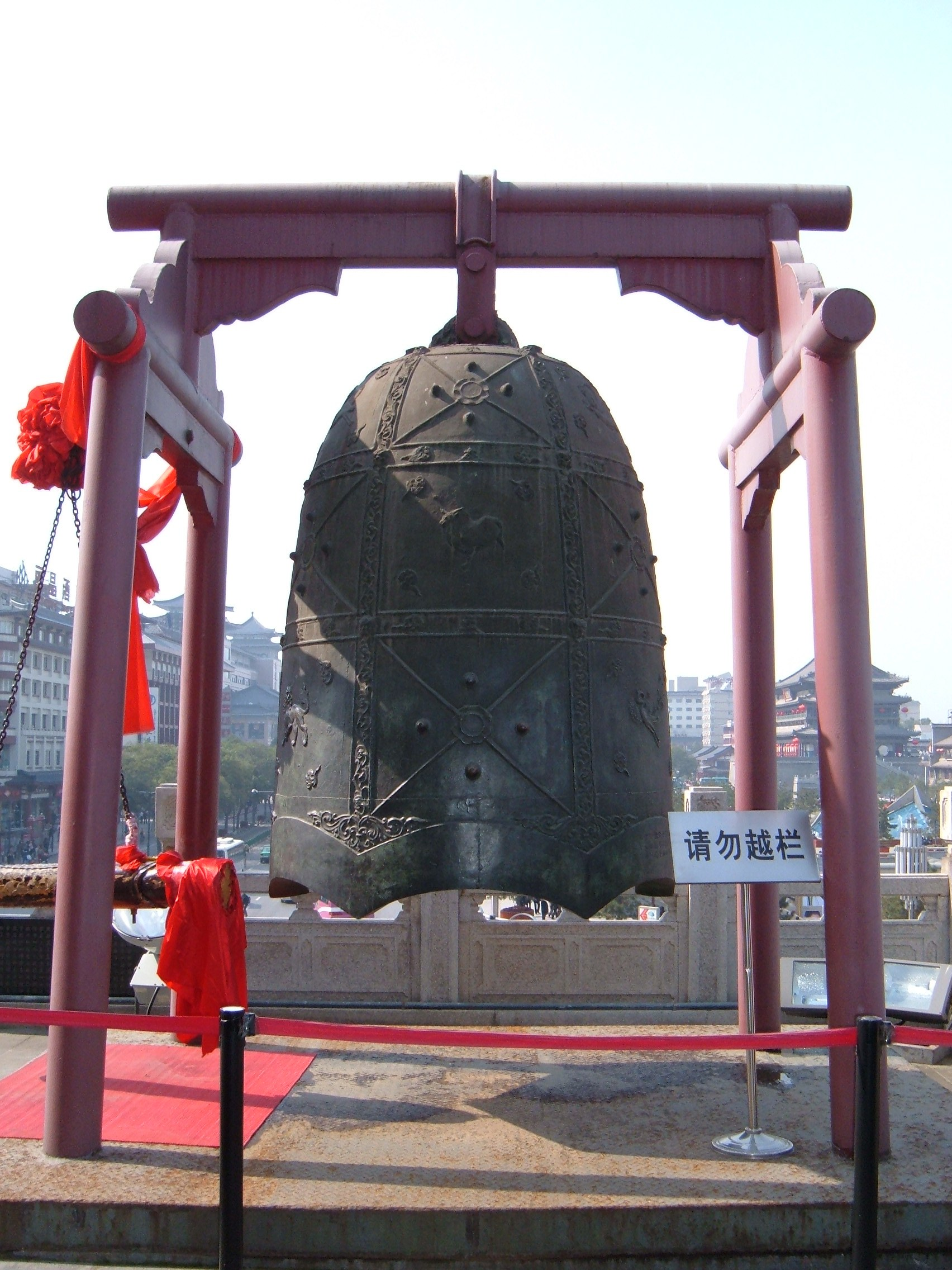
La cloche jingyun, datant de 711 ; 247 cm pour 6,500 kg.

Son histoire est évoquée dans plusieurs légendes.

## Crédit d'auteurs
- (en) Cet article est partiellement ou en totalité issu de l’article de Wikipédia en anglais intitulé « Bell Tower of Xi'an » (voir la liste des auteurs).